# الدفاع عن الرايخ

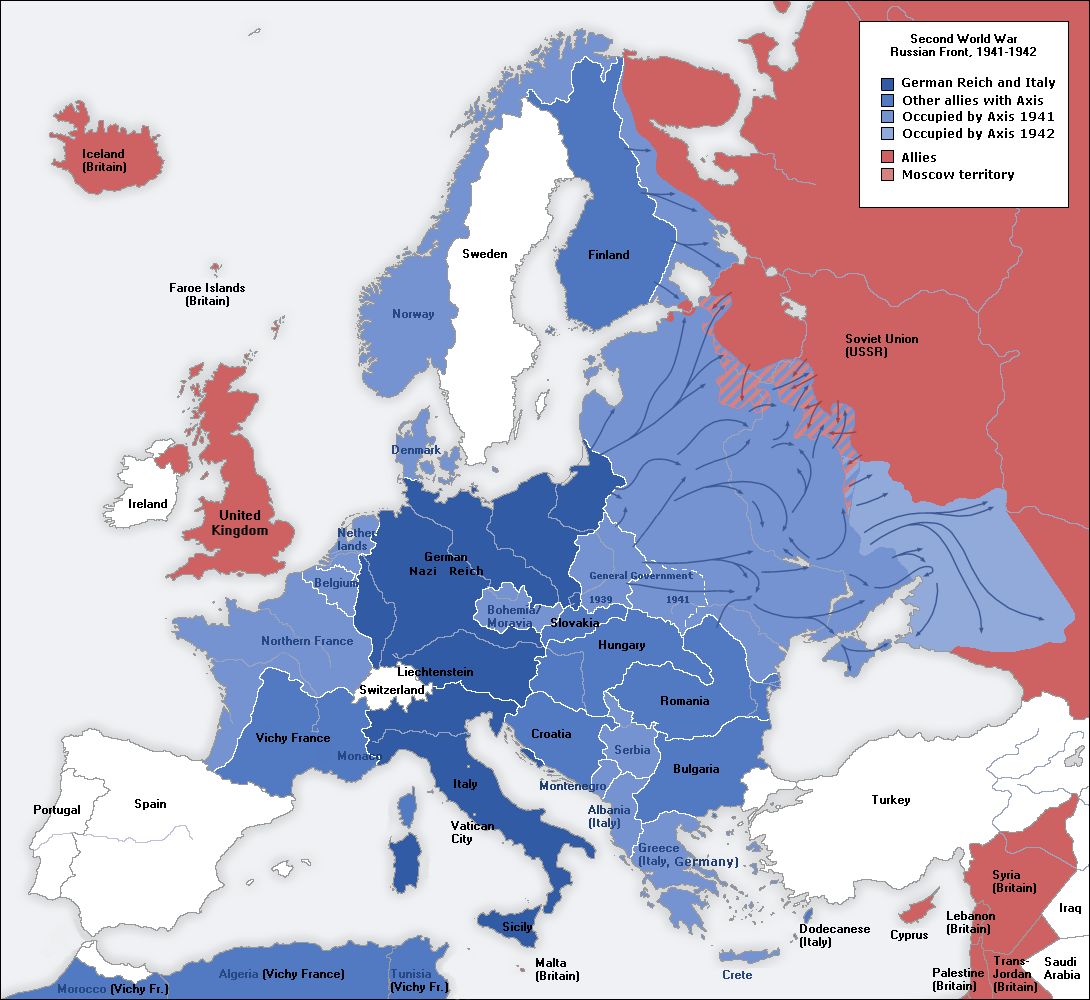

الدفاع عن الرايخ هو الاسم الذي يطلق على الحملة الجوية الإستراتيجية الدفاعية التي خاضتها القوات الجوية الألمانية النازية للدفاع عن أراضي ألمانيا النازية المحتلة في أوروبا خلال الحرب العالمية الثانية. وكان هدفها منع تدمير الصناعات الألمانية العسكرية والمدنية من قبل الحلفاء الغربيين. تشارك في المعارك الجوية الليلية على ألمانيا خلال الحرب آلاف من الوحدات والطائرات لمواجهة الحلفاء في حملة القصف الاستراتيجي. وكانت هذه الحملة واحدة من أطول المعارك في تاريخ الحرب الجوية. بجانب معركة الأطلسي، وحصار الحلفاء لألمانيا، وكانت أطول حملة خلال العام 1939-1945.
في الأعوام المبكرة من الحرب، استطاع سلاح الجو الألماني إلحاق سلسلة من الهزائم بالقوات الجوية الاستراتيجية للحلفاء.  اضطرت قيادة القاذفات إلى العمل أثناء الليل في عام 1939، والسبب هو الخسارات الكبيرة التي لحقت بالقاذفات الثقيلة، والتي خرجت في طلعات جوية أثناء النهار بدون مرافقة. عانت القوات الجوية الأمريكية من نكسات مماثلة في عام 1943 أثناء تحليقها نهارًا، وأوقفت الهجوم على ألمانيا في شهر أكتوبر. عزز البريطانيون سلاح القاذفات، وطرحوا تكتيكات وخطط دعم ملاحية جديدة، كتكيك التيار المهاجم أو مجرى القاذفات الذي سمح لهم بإجراء هجمات أضخم بكثير تزامنًا مع الحفاظ على معدّل مقبول من الخسائر. طرحت القوات الجوية الأمريكية طائرة بيه-51 موستانغ، وهي مقاتلة قادرة على إيصال القاذفات الأمريكية إلى أهدافها أثناء النهار، ومرافقتها في طريق العودة أيضًا. كسبت السرية الجوية الثامنة تفوقًا جويًا على النازيين وسلاح الجو الألماني بحلول ربيع عام 1944، مستخدمةً تكتيكات المقاتلة المرافقة التي ابتكرها جيمي دوليتل.
أدت غارات القاذفات الأمريكية الاستراتيجية، في شهري يونيو ويوليو من عام 1944، إلى ضرر هائلٍ في 24 مصنعًا للزيت الصناعي و69 مصفاة، ما أدى إلى إيقاف 98% من مصانع وقود الطائرات في ألمانيا، وانخفاض إنتاج الزيت الصناعي إلى 51 ألف طن. أسهمت جهود استعادة التصنيع، في الشهر التالي عقب الغارات، باسترجاع 65% من إنتاج وقود الطائرات، ولفترة مؤقتة. أنتجت ألمانيا النازية 546 ألف طن من وقود الطائرات في الربع الأول من عام 1944، باستخدام الهدرجة التي أنتجت نحو 503 ألف طن من وقود الطائرات. منذ تلك الفترة، انخفض مخزون احتياطيات وقود الطائرات إلى 70% في أبريل من عام 1944، ووصل الإنتاج إلى 370 ألف طن في شهر يونيو من العام ذاته، مواصلًا انخفاضه إلى 175 ألف طن في شهر نوفمبر. شكّل نقص الوقود الدائم والتقليص الكبير لتدريبات الطيران، والذي أدى إلى تدهور سريع في جودة الطيران، عاملين ساهما في التدني المستمر لقدرات سلاح الجو الألماني القتالية خلال الشهور الأخيرة. بحلول نهاية الحملة، أعلنت القوات الأمريكية تدمير 35,783 طائرة معادية، بينما ادعى سلاح الجو الملكي تدمير 21,622 طائرة ألمانية من أصل 57,405 طائرة. ألقت القوات الجوية لجيش الولايات المتحدة 1.46 مليون طن من القذائف على أوروبا المحتلة من دول المحور، بينما ألقى سلاح الجو الملكي 1.31 مليون طن، ما يعادل 2.77 مليون طن بالمجمل، أُلقي ما نسبته 51.1% منها على ألمانيا. بالإضافة إلى الضرر المباشر الذي لحق بالصناعة الألمانية والقوات الجوية، اضطرت الفيرماخت إلى استخدام ملايين الرجال وعشرات آلاف الأسلحة ومئات ملايين القذائف في محاولة يائسة لإيقاف هجوم القاذفات الأمريكية والبريطانية المشتركة.
نمت صناعة الأسلحة الألمانية بمعدل 5.5 بالمئة شهريًا في الفترة الواقعة بين يناير 1942 وأبريل 1943، وبحلول صيف عام 1943، أدى الهجوم الممنهج لقاذفات الحلفاء على الصناعة الألمانية إلى إيقاف إنتاج معدات التسلّح الحربي، والذي شهد ازديادًا سابقًا في الفترة الواقعة بين شهري مايو 1943 ومارس 1944. ذكر المهندس الألماني ألبرت شبير، في الاجتماع الوزاري خلال يناير عام 1945، أن اشتداد القصف الجوي أدى إلى انخفاض في إنتاج الدبابات والطائرات والشاحنات المخطط لها، بنسب 35% و31% و42% على الترتيب. نقل الاقتصاد الألماني كمية كبيرة من الموارد المخصصة لمعدّات الجبهات القتالية، وأعاد تخصيصها بهدف التصدي لخطر القاذفات. أدى اشتداد القصف الجوي، على يد سلاح الجو الملكي في الليل والقوات الجوية الأمريكية في النهار، إلى تدمير قسمٍ كبير من المدن والمناطق الصناعية الألمانية، ما سبب انهيار الاقتصاد الألماني في فصل الشتاء بين عامي 1944 و1945. استطاعت جيوش الحلفاء وصول الحدود الألمانية بحلول تلك الفترة، واندمجت الحملة الاستراتيجية بالمعارك التكتيكية على الجبهة. استمرّت الحملة الجوية حتى شهر أبريل من عام 1945، عندها حلّقت آخر مهمات القصف الاستراتيجي وانتهت باستسلام ألمانيا في 8 مايو.

## إستراتيجية الدفاع الألمانية
افتقد سلاح الجو الألماني نظام دفاع جوي فعال في الفترة المبكرة من الحرب. كانت الطلعات الجوية النهارية لقوات الحلفاء فوق الأراضي المحتلة قليلةً في الفترة الواقعة بين عامي 1939 و1940. وقعت مسؤولية الدفاع عن المجال الجوي الألماني على عاتق قيادات الإقليم الجوية (لوفت غاو كوماندوس Luftgaukommandos)، وهي القيادات التي سيطرت على المدفعية المضادة للطائرات والخدمة المدنية الخاصة بإنذار الطائرات، بالإضافة إلى القوات المقاتلة المكلفة بمهام الدفاع الجوي. أشرفت قيادة الدفاع الجوي مباشرة على المهام الدفاعية، لكن عمليات الاتصال والتنسيق التي أجرتها لم تسر، عمليًا، بالسلاسة المطلوبة. حمل غياب التفاهم المشترك بين ضباط الاتصال، في المدفعية المضادة للطائرات، والفصائل المحلقة تأثيرًا كارثيًا على حملة الدفاع الجوي الاستراتيجية طوال فترة الحرب.
أراد أدولف هتلر تحديدًا إلقاء مسؤولية الدفاع على عاتق المدفعية المضادة للطائرات، لأنها تمنح السكان المدنيين «دعمًا نفسيًا» بصرف النظر عن ضعف تلك الأسلحة. على أي حال، عانى نظام الدفاع الجوي من مشاكل أكبر بكثير بحلول خريف عام 1939. عملت منطقة الدفاع الجوي الغربية LVZ West على جذب القوات المقاتلة ودفعها بعيدًا عن الانضمام إلى قيادات الإقليم الجوية، وهي التي كُلّفت بمهمة الدفاع عن أهداف محددة داخل ألمانيا. خلال تلك الفترة، كان من الصعب على الألمان الدفاع ضد غارات الحلفاء الجوية لو شنّ هؤلاء غارات جوية شاملة على منطقة حوض الرور، فكانت قيادات الإقليم الجوية تفتقد حينها إلى القوة الفعّالة لاعتراض طائرات العدو والتصدي لها. بقيت الدفاعات الجوية الألمانية عديمة الجدوى وغير معرّضة للقصف منذ عام 1939 وحتى عام 1942، والسبب هو ضعف الحلفاء حينها وعدم قدرتهم على استغلال ضعف الدفاعات الجوية، ما عزز بقاء هذا الخطر مجرد افتراض. غطّت 7 مجموعات فقط المجال الجوي الألماني، وكانت الصناعات الألمانية الحيوية غير محمية بالشكل الكافي.
في 21 سبتمبر عام 1939، أوضح رئيس أركان سلاح الجو، هانس يشونيك، دور القوات المقاتلة النهارية في الدفاع عن الأراضي الألمانية. بقيت الوحدات المقاتلة المخصصة للمهام الدفاعية تحت قيادة الدفاع الجوي المحلية. نُظمت باقي الوحدات المقاتلة ضمن عدة أساطيل جوية، كُلفت بالدفاع عن الأهداف الألمانية بأسلوب «يرتبط مباشرة بالمفهوم الاستراتيجي المتعلق باستمرار الحرب الجوية». بمعنى آخر، كُلّفت القوات المقاتلة في سلاح الجو بأداء دور دفاعي وهجومي، بالتزامن مع حفاظها على تفوق جوي في المجال الجوي للعدو لمنع غارات العدو على الأراضي المحتلة من طرف ألمانيا. حققت هذه الاستراتيجية نجاحًا على الجبهة، لكن اتضح لاحقًا أن غياب التدريب والخبرة الكافيين، وضعف التنسيق عند إجراء عمليات الدفاع الاستراتيجي بين الفصائل المحلّقة وذراعها، المدفعية المضادة للطائرات، سبّبا صعوبة في تنفيذ العمليات الدفاعية المشتركة.